# 第114独立近卫摩托化步兵旅

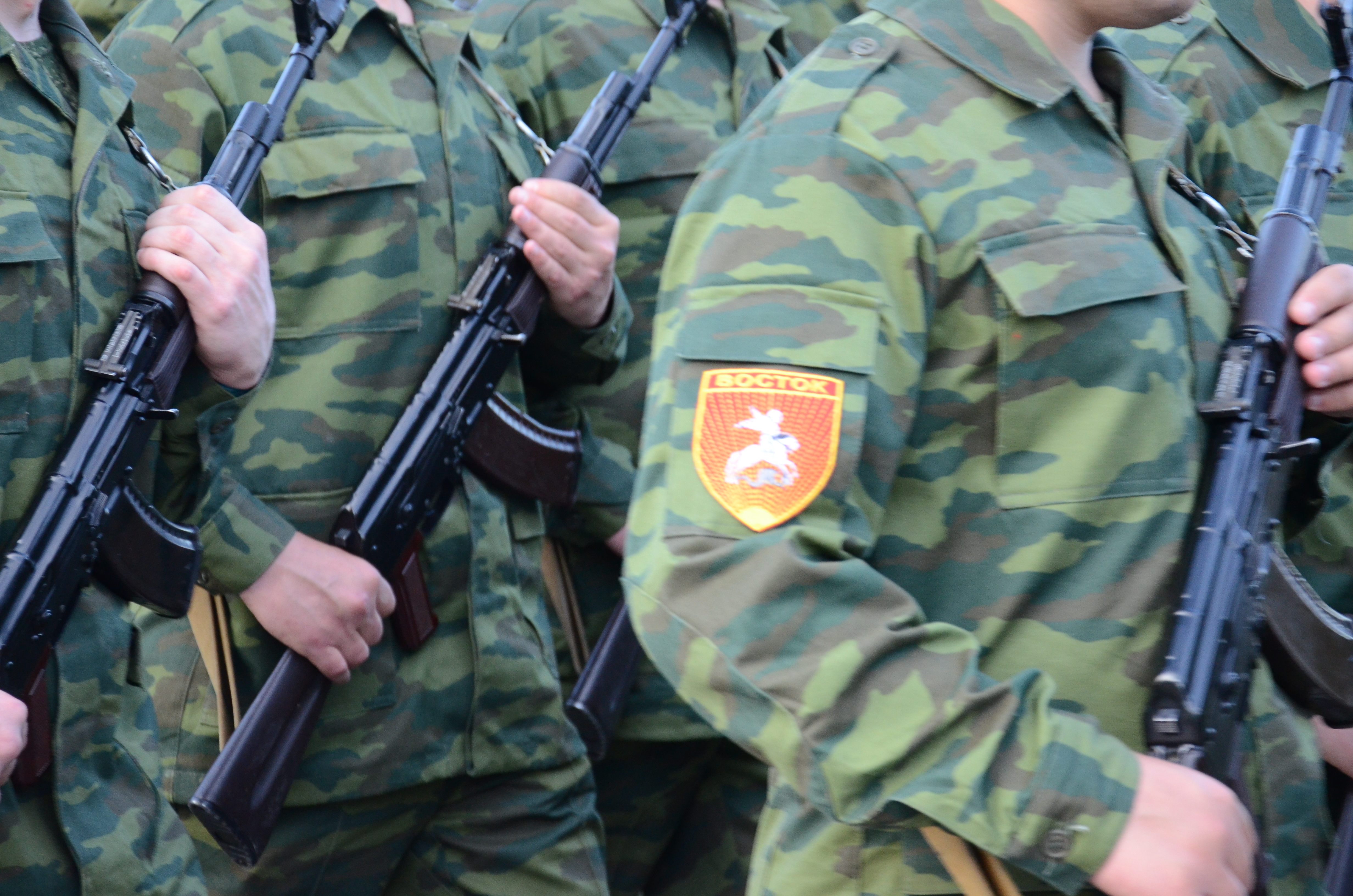
佩戴该旅臂章的士兵

第114独立近卫摩托化步兵旅（俄語：114-я отдельная гвардейская мотострелковая бригада, 114 омсбр，军事单位编号：08818），俄罗斯联邦陆军的作战部队。其前身是烏克蘭東部的頓巴斯親俄武裝顿涅茨克人民军的一支部队东方旅（羅馬化：Brigada "Vostok"）或音译为沃斯托克旅。原编制为一个营，后扩充为一个旅，于2014年5月在顿涅茨克市由霍达科夫斯基牵头组建，指挥官為前乌克兰安全局顿涅茨克州分局“阿尔法”特种部队指挥官亞歷山大·霍達科夫斯基。
2015年，东方旅被改组为第11独立叶纳基沃——多瑙河“东方”摩托化步兵团（俄語：11-й отдельный мотострелковый Енакиевско-Дунайский «Восток» полк）。
2016年，第11独立摩托化步兵团被授予“近卫”荣誉称号。部队全称变更为第11独立近卫叶纳基沃——多瑙河摩托化步兵团（俄語：11-й отдельный гвардейский мотострелковый Енакиевско-Дунайский полк）。
2018年，第11近卫摩托化步兵团被授予保卫顿涅茨克勋章。
2022年俄羅斯開始全面入侵烏克蘭后，第11独立近卫摩托化步兵团作为顿涅茨克人民共和国武装力量的一部分，参与俄乌战争。
2023年1月，第11独立近卫摩托化步兵团并入俄罗斯联邦武装力量，改组为第114独立近卫叶纳基沃——多瑙河摩托化步兵旅（俄語：114-я отдельная гвардейская мотострелковая Енакиевско-Дунайская бригада）。